# エクイジュブス
エクイジュブス（Equijubus、「ウマのたてがみ」の意味、発見地にちなむ）は白亜紀前期（アプト期）に中国北西部に生息したハドロサウルス上科の恐竜の属である。

## 発見と命名
タイプ標本である唯一の標本は2000年夏に中国-アメリカ共同調査隊により甘粛省の馬鬃山で発見された。2002年に尤海魯によりEquijubus normaniとして学位論文の中で命名、記載された。属名はラテン語で「ウマ」を意味するequusと「たてがみ」を意味するjubaから派生している。種小名は"normani"はイギリスの古生物学者デイヴィッド・ノーマン（en）に献名されている。しかしこのような学位論文での命名は有効な命名とならない。
タイプ種Equijubus normaniは2003年に尤海魯らによる論文で正式に命名された。

## 化石
ホロタイプ標本IVPP V12534は完全な頭骨と関節状態の下顎、部分的な体の骨により構成されている。体の化石には9個の頸椎、16個の胴椎、6つの仙椎が含まれている。化石は中国甘粛省の馬鬃山新民堡層群（en）の河湖両成堆積物から発見された。

## 記載
エクイジュブスは比較的大きな真鳥脚類である。グレゴリー・ポール（en）は2010年に体長7 m、体重2.5 tと推定している。眼瞼骨（en）がなく、 たいていの近縁種のように目が上部のリムに覆われてはいない。

## 系統
エクイジュブスはハドロサウルス上科ではないイグアノドンティアだと判明する可能性もあるが、基盤的なハドロサウルス上科として記載されている。発見者らはエクイジュブスが最古のハドロサウルス上科の種だと考え、ハドロサウルス上科の起源はアジアであると示唆している
。

## 参照
1. 1 2 3 4  You, Luo, Shubin, Witmer, Tang and Tang (2003). "The earliest-known duck-billed dinosaur from deposits of late Early Cretacous age in northwest China and hadrosaurid evolution."  Cretaceous Research, 24: 347-353.
2. ↑  You Hailu, 2002, Mazongshan dinosaur assemblage from late Early Cretaceous of northwest China. Dissertation University of Pennsylvania 164 pp
3. ↑  Paul, G.S., 2010, The Princeton Field Guide to Dinosaurs, Princeton University Press p. 292